# 花の香酒造
花の香酒造株式会社（はなのかしゅぞう）は、熊本県玉名郡和水町に本社を置く酒類醸造会社である。

## 沿革
- 1902年（明治35年） - 神田角次・茂作が熊本県玉名郡春富村にて清酒の製造を開始。
- 1952年（昭和27年） - 合名会社神田酒造場設立。
- 1992年（平成4年） - 「花の香酒造株式会社」に組織変更。
- 2011年（平成23年） - 神田清隆が6代目社長に就任。

## 主な銘柄
- 日本酒
  - 花の香
  - 産土

- 焼酎・赤酒
  - 肥後ノ御国酒 花の香
  - 茂作
  - 和仁